# Cantharellus guyanensis
Cantharellus guyanensis é uma espécie de fungo pertencente à família Cantharellaceae.